# Lacombe (Louisiana)
Lacombe è una città degli Stati Uniti d'America, nella parrocchia di Saint Tammany, nello stato della Louisiana.
Vi si trova la casa-madre delle Suore di Nostra Signora del Monte Carmelo.